# William Francis Butler
William Francis Butler (31. oktober 1838–7. juni 1910) var en britisk generalløjtnant, forfatter og eventyrer.
Han var fra Suirville i Ballyslatteen nær Bansha i Tipperary i Irland og gik ind i hæren som menig ved lejren Fermoy i 1858, blev kaptajn i 1872 og major i 1874. Han udmærkede sig i Red River–ekspeditionen (1870–71) og Ashanti–operationerne i 1873–74 under Garnet Wolseley og fik Bath-ordenen i 1874. Han tjente igen med general Wolseley i Zulukrigen som oberstløjtnant, Tel el-Kebir (efter at han blev gjort til dronningens adjudant) og Sudan i 1884–86, hvor han tjente som oberst i 1885 og brigadegeneral i 85–86. Han tjente som brigadegeneral i Egypten frem til 1892 da han blev forfremmet til generalmajor og stationeret i Aldershot efter at han fik kommandoen over det sydøstlige distrikt.
Han efterfulgte general William Howley Goodenough som øverstkommanderende i Sydafrika i 1898 med den lokale grad generalløjtnant. For en kort periode (december 1898–februar 1899), under fraværet til Alfred Milner som var i England, fungerede han som højkommisær og guvernør for Kapkolonien. I denne position, og efter sin militære erfaring, udtrykte han syn på mulighederne for krig som regeringen ikke synes godt om i Storbritannien. Som konsekvens af dette blev han beordret hjem for at lede det vestlige distrikt og holdt denne post til 1905. Han holdt også kommandoen i Aldershot i en kort periode i 1900–01. Butler blev forfremmet til generalløjtnant i 1900 og fortsatte sin karriere før han forlod kongens tjeneste i 1905. Han pensionerede sig da sammen med sin kone til Bansha Castle i Tipperary hvor han døde fem år senere i en alder af 71 år. Han blev begravet ved Killaldriffe ikke langt fra sit hjemsted.
Han havde længe været kendt som en beskrivende forfatter, siden hans offentliggørelse af The Great Lone Land (1872) og andre værker, og han var biografen (1899) til George Pomeroy Colley. Han giftede sig den 11. juni 1877 med Elizabeth Thompson, en anerkendt maler af slagscener, blandt andet The Roll Call (1874), Quatre Bras (1875), Rorke's Drift (1881), The Camel Corps (1891) og The Dawn of Waterloo (1895). 